# Православный комитет КНДР
Православный комитет КНДР (кор. 조선정교위원회?, 朝鮮正敎委員會?) — неправительственная организация в КНДР, представляющая православную христианскую общину Северной Кореи.

## История
В 2002 году во время пребывания в России председатель Государственного Комитета Обороны КНДР Ким Чен Ир выразил желание построить в Пхеньяне православный храм. В феврале 2003 года Москву посетила делегация Совета Общества верующих КНДР во главе с председателем Чан Чже Оном. В составе Общества верующих КНДР был образован Православный комитет, председателем которого стал Георгий Хо Ир Зин. В апреле 2003 года Русская православная церковь приняла на обучение в Московскую духовную семинарию четырёх студентов из КНДР — кандидатов для дальнейшего пастырского служения в Северной Корее. 24 июня 2003 года первым заместителем председателя Отдела внешних церковных связей архиепископом Калужским и Боровским Климентом (Капалиным) было совершено освящение первого камня храма в честь Живоначальной Троицы в Пхеньяне.
До недавнего времени основным делом комитета было строительство в стране православного храма и обучение корейских священнослужителей.
Руководство комитета (состоящее из корейцев) совершало визиты в Россию с целью консультаций с РПЦ, под омофором которой и находятся все северокорейские православные христиане.
В 2005 году по благословению Патриарха Московского и всея Руси Алексия II заместителем председателя Отдела внешних церковных связей епископом Егорьевским Марком (Головковым) в Москве были совершены диаконские хиротонии студентов Московской духовной семинарии Феодора Кима и Иоанна Ра.
В июне 2006 года на имя Патриарха Московского и всея Руси Алексия II поступило обращение председателя Православного комитета КНДР Георгия Хо Ир Зина о принятии общины строящегося в столице КНДР храма в лоно Русской православной церкви. Священный Синод Русской Православной Церкви на заседании 17—19 июля 2006 года постановил учредить в каноническом ведении Патриарха Московского и всея Руси православный приход храма Живоначальной Троицы в Пхеньяне.
24 сентября 2011 года Патриарх Московский Кирилл официально поздравил председателя Православного комитета КНДР Георгия Хо Ир Зина с 50-летием со дня рождения.
С 12 по 16 октября 2015 года проходил приуроченный к празднику Покрова Божией Матери визит церковной делегации из Приморской митрополии во главе с епископом Уссурийским Иннокентием в КНДР. Поездка проходила по приглашению Православного комитета КНДР и при согласовании с Управлением Московской Патриархии по зарубежным учреждениям.

## Ситуация с религией в Северной Корее
КНДР — де-факто атеистическое государство. Имеют место факты притеснения христиан.
Между тем иногда из такой практики делаются исключения. В частности, сам Ким Чен Ир поддерживал строительство православного храма в Пхеньяне.
В стране также действует Общество верующих КНДР (председатель — Чан Чже Он), которое внесло свой вклад в организацию Православного комитета КНДР и строительство в Пхеньяне православного храма.

## Председатели
- Георгий Хо Ир Зин
- Виталий Ким Чи Сон
- Виктор Ю Ён Нён